# Lijst van nieuw beschreven zoogdieren (2009)
Dit is een lijst van nieuw beschreven zoogdieren uit 2009. De term "zoogdieren" omvat hier ook de overige "Mammaliaformes" (Docodonta, Haramiyida, Morganucodonta en enkele andere geslachten).

## Fossiele hogere taxa
| Naam             | Auteur                                                                         | Referentie | Commentaar |
| ---------------- | ------------------------------------------------------------------------------ | --- | ---------- |
| Andrewsiphiinae  | Thewissen & Bajpai, 2009                                                       | Thewissen, J.G.M. and Bajpai, S. 2009. New skeletal material of Andrewsiphius and Kutchicetus, two Eocene cetaceans from India. Journal of Paleontology 83 (5): 635-663. |            |
| Corriebaataridae | Rich et al., 2009                                                              | Rich, T.H.; Vickers-Rich, P.; Flannery, T.F.; Kear, B.P.; Cantrill, D.J.; Komarower, P.; Kool, L.; Pickering, D.; Trusler, P.; Morton, S.; van Klaveren, N.; Fitzgerald, E.M.G. 2009. An Australian multitubercular and its palaeobiogeographic implications. Acta Palaeontologica Polonica 54 (1): 1-6. |            |
| Siamopithecinae  | Beard, Marivaux, Chaimanee, Jaeger, Marandat, Tafforeau, Soe, Tun & Kyaw, 2009 | Beard, K.C., Marivaux, L., Chaimanee, Y., Jaeger, J.-J., Marandat, B., Tafforeau, P., Soe, A.N., Tun, S.T. & Kyaw, A.A. 2009. A new primate from the Eocene Pondaung Formation of Myanmar and the monophyly of Burmese amphipithecids. Proceedings of the Royal Society B (Biological Sciences).         |            |

## Fossiele geslachten
| Naam              | Auteur                                                                         | Referentie | Commentaar |
| ----------------- | ------------------------------------------------------------------------------ | --- | ---------- |
| Afradapis         | Seiffert, Perry, Simons & Boyer, 2009                                          | Seiffert, E.R.; Perry, J.M.G.; Simons, E.L. and Boyer, D.M. 2009. Convergent evolution of anthropoid-like adaptations in Eocene adapiform primates. Nature 461: 1118-1121. |            |
| Ashokia           | Bajpai, Domning, Das & Mishra, 2009                                            | Bajpai, S., Domning, D.P., Das, D.P. & Mishra, V.P. 2009. A new middle Eocene sirenian (Mammalia, Protosirenidae) from India. Neus Jahrbuch fur Mineralogie, Geologie, und Palaeontologie 252 (3): 257-267.                                                                                                  |            |
| Auroracetus       | Gibson & Geisler, 2009                                                         | Gibson, M.L. and Geisler, J.H. 2009. A new Pliocene dolphin (Cetacea: Pontoporiidae), from the Lee Creek Mine, North Carolina. Journal of Vertebrate Paleontology 29 (3): 966-971. |            |
| Choctawius        | Beard & Dawson, 2009                                                           | Beard, K.C. and Dawson, M.R. 2009. Early Wasatchian mammals of the Red Hot local fauna, uppermost Tuscahoma Formation, Lauderdale County, Mississippi. Annals of Carnegie Museum 78 (3): 193-243. |            |
| Colpocherus       | Beard & Dawson, 2009                                                           | Beard, K.C. and Dawson, M.R. 2009. Early Wasatchian mammals of the Red Hot local fauna, uppermost Tuscahoma Formation, Lauderdale County, Mississippi. Annals of Carnegie Museum 78 (3): 193-243. |            |
| Corriebaatar      | Rich et al., 2009                                                              | Rich, T.H.; Vickers-Rich, P.; Flannery, T.F.; Kear, B.P.; Cantrill, D.J.; Komarower, P.; Kool, L.; Pickering, D.; Trusler, P.; Morton, S.; van Klaveren, N.; Fitzgerald, E.M.G. 2009. An Australian multitubercular and its palaeobiogeographic implications. Acta Palaeontologica Polonica 54 (1): 1-6.     |            |
| Darwinius         | Franzen, Gingerich, Habersetzer, Hurum, von Koenigswald & Smith, 2009          | Franzen, J.L.; Gingerich, P.D.; Habersetzer, J.; Hurum, J.H.; von Koenigswald, W.; Smith, B.H. 2009. Complete Primate Skeleton from the Middle Eocene of Messel in Germany: Morphology and Paleobiology. PLoS ONE 4 (5): e5723.                                                                              |            |
| Dolinasorex       | Rofes & Cuenca-Bescós, 2009                                                    | Rofes, J. & Cuenca-Bescós, G. A new genus of red-toothed shrew (Mammalia, Soricidae) from the Early Pleistocene of Gran Dolina (Atapuerca, Burgos, Spain), and a phylogenetic approach to the Eurasiatic Soricinae. Zoological Journal of the Linnean Society 155 (4): 904.                                  |            |
| Eogale            | Beard & Dawson, 2009                                                           | Beard, K.C. and Dawson, M.R. 2009. Early Wasatchian mammals of the Red Hot local fauna, uppermost Tuscahoma Formation, Lauderdale County, Mississippi. Annals of Carnegie Museum 78 (3): 193-243. |            |
| Eritherium        | Gheerbrant, 2009                                                               | Gheerbrant, E. 2009. Paleocene emergence of elephant relatives and the rapid radiation of African ungulates. Proceedings of the National Academy of Science 106 (26): 10717-10721. |            |
| Ganlea            | Beard, Marivaux, Chaimanee, Jaeger, Marandat, Tafforeau, Soe, Tun & Kyaw, 2009 | Beard, K.C., Marivaux, L., Chaimanee, Y., Jaeger, J.-J., Marandat, B., Tafforeau, P., Soe, A.N., Tun, S.T. & Kyaw, A.A. 2009. A new primate from the Eocene Pondaung Formation of Myanmar and the monophyly of Burmese amphipithecids. Proceedings of the Royal Society B (Biological Sciences).             |            |
| Indohyaenodon     | Bajpai, Kapur & Thewissen, 2009                                                | Bajpai, S.; Kapur, V.V. and Thewissen, J.G.M. 2009. Creodont and condylarth from the Cambay Shale (Early Eocene, 55-54MA), Vastan Lignite Mine, Gujarat, Western India. Journal of the Palaeontological Society of India 54 (1): 103-109.                                                                    |            |
| Kahawamys         | Stevens, Holroyd, Roberts, O'Connor & Gottfried, 2009                          | Stevens, N.J.; Holroyd, P.A,; Roberts, E.M.; O'Connor, P.M. & Gottfried, M.D. 2009. Kahawamys mbeyaensis (n. gen., n. sp.) (Rodentia: Thryonomyoidea) from the Late Oligocene Rukwa Rift Basin, Tanzania. Journal of Vertebrate Paleontology 29 (2): 631-634.                                                |            |
| Maiacetus         | Gingerich, ul-Haq, von Koenigswald, Sanders & Smith, 2009                      | Gingerich P.D.; ul-Haq, M.; von Koenigswald, W.; Sanders, W.J.; Smith, B.H. 2009 New Protocetid Whale from the Middle Eocene of Pakistan: Birth on Land, Precocial Development, and Sexual Dimorphism. PLoS ONE 4 (2): e4366.                                                                                |            |
| Nalameryx         | Métais, Welcomme & Ducrocq, 2009                                               | Métais, G.; Welcomme, J.-L.; Ducrocq, S. 2009. New lophiomerycid ruminants from the Oligocene of the Bugti Hills (Balochistan, Pakistan). Journal of Vertebrate Paleontology 29 (1): 231–241. |            |
| Nazcacetus        | Lambert, Bianucci & Post, 2009                                                 | Lambert, O.; Bianucci, G. and Post, K. 2009. A new beaked whale (Odontoceti, Ziphiidae) from the middle Miocene of Peru. Journal of Vertebrate Paleontology 29 (3): 910-922. |            |
| Protoglobicephala | Aguirre-Fernandez, barnes, Aranda-Manteca & Fernandez-Rivera, 2009             | Aguirre-Fernandez, G.; Barnes, L.G.; Aranda-Manteca, F.J. and Fernandez-Rivera, J.R. 2009. Protoglobicephala mexicana, a new genus and species of Pliocene fossil dolphin (Cetacea; Odontoceti; Delphinidae) from the Gulf of California, Mexico. Boletin de la Sociedad Geologica Mexicana 61 (2): 245-265. |            |
| Puijila           | Rybczynski, Dawson & Tedford, 2009                                             | Rybczynski, N.; Dawson, M.R.; Tedford, R.H. 2009. A semi-aquatic Arctic mammalian carnivore from the Miocene epoch and origin of Pinnipedia. Nature 458 (23 April): 1021–1024. |            |
| Trapalcotherium   | Rougier, Chornogubsky, Casadio, Arango & Giallombardo, 2009                    | Rougier, G.W.; Chornogubsky, L.; Casadio, S.; Arango, N.P.; Giallombardo, A. 2009. Mammals from the Allen Formation, Late Cretaceous, Argentina. Cretaceous Research 30: 223-238. |            |
| Viverriscus       | Beard & Dawson, 2009                                                           | Beard, K.C. and Dawson, M.R. 2009. Early Wasatchian mammals of the Red Hot local fauna, uppermost Tuscahoma Formation, Lauderdale County, Mississippi. Annals of Carnegie Museum 78 (3): 193-243. |            |
| Zionodon          | Dunn & Rasmussen, 2009                                                         | Dunn, R.H. & Rasmussen, D.T. 2009. Skeletal Morphology of a New Genus of Eocene Insectivore (Mammalia, Erinaceomorpha) from Utah. Journal of Mammalogy 90 (2): 270-305. |            |

## Fossiele soorten
| Naam                         | Auteur                                                                           | Referentie | Commentaar |
| ---------------------------- | -------------------------------------------------------------------------------- | --- | ---------- |
| Afradapis longicristatus     | Seiffert, Perry, Simons & Boyer, 2009                                            | Seiffert, E.R.; Perry, J.M.G.; Simons, E.L. and Boyer, D.M. 2009. Convergent evolution of anthropoid-like adaptations in Eocene adapiform primates. Nature 461: 1118-1121. |            |
| Apatemys pygmaeus            | Beard & Dawson, 2009                                                             | Beard, K.C. and Dawson, M.R. 2009. Early Wasatchian mammals of the Red Hot local fauna, uppermost Tuscahoma Formation, Lauderdale County, Mississippi. Annals of Carnegie Museum 78 (3): 193-243. |            |
| Ashokia antiqua              | Bajpai, Domning, Das & Mishra, 2009                                              | Bajpai, S., Domning, D.P., Das, D.P. & Mishra, V.P. 2009. A new middle Eocene sirenian (Mammalia, Protosirenidae) from India. Neus Jahrbuch fur Mineralogie, Geologie, und Palaeontologie 252 (3): 257-267.                                                                                                  |            |
| Auroracetus bakerae          | Gibson & Geisler, 2009                                                           | Gibson, M.L. and Geisler, J.H. 2009. A new Pliocene dolphin (Cetacea: Pontoporiidae), from the Lee Creek Mine, North Carolina. Journal of Vertebrate Paleontology 29 (3): 966-971. |            |
| Barberenia allenensis        | Rougier, Chornogubsky, Casadio, Arango & Giallombardo, 2009                      | Rougier, G.W.; Chornogubsky, L.; Casadio, S.; Arango, N.P.; Giallombardo, A. 2009. Mammals from the Allen Formation, Late Cretaceous, Argentina. Cretaceous Research 30: 223-238. |            |
| Choctawius foxi              | Beard & Dawson, 2009                                                             | Beard, K.C. and Dawson, M.R. 2009. Early Wasatchian mammals of the Red Hot local fauna, uppermost Tuscahoma Formation, Lauderdale County, Mississippi. Annals of Carnegie Museum 78 (3): 193-243. |            |
| Colpocherus mississippiensis | Beard & Dawson, 2009                                                             | Beard, K.C. and Dawson, M.R. 2009. Early Wasatchian mammals of the Red Hot local fauna, uppermost Tuscahoma Formation, Lauderdale County, Mississippi. Annals of Carnegie Museum 78 (3): 193-243. |            |
| Corbarimys nomadus           | Beard & Dawson, 2009                                                             | Beard, K.C. and Dawson, M.R. 2009. Early Wasatchian mammals of the Red Hot local fauna, uppermost Tuscahoma Formation, Lauderdale County, Mississippi. Annals of Carnegie Museum 78 (3): 193-243. |            |
| Corriebaatar marywaltersae   | Rich et al., 2009                                                                | Rich, T.H.; Vickers-Rich, P.; Flannery, T.F.; Kear, B.P.; Cantrill, D.J.; Komarower, P.; Kool, L.; Pickering, D.; Trusler, P.; Morton, S.; van Klaveren, N.; Fitzgerald, E.M.G. 2009. An Australian multitubercular and its palaeobiogeographic implications. Acta Palaeontologica Polonica 54 (1): 1-6.     |            |
| Darwinius masillae           | Franzen, Gingerich, Habersetzer, Hurum, von Koenigswald & Smith, 2009            | Franzen, J.L.; Gingerich, P.D.; Habersetzer, J.; Hurum, J.H.; von Koenigswald, W.; Smith, B.H. 2009. Complete Primate Skeleton from the Middle Eocene of Messel in Germany: Morphology and Paleobiology. PLoS ONE 4 (5): e5723.                                                                              |            |
| Diacocherus dockeryi         | Beard & Dawson, 2009                                                             | Beard, K.C. and Dawson, M.R. 2009. Early Wasatchian mammals of the Red Hot local fauna, uppermost Tuscahoma Formation, Lauderdale County, Mississippi. Annals of Carnegie Museum 78 (3): 193-243. |            |
| Dolinasorex glyphodon        | Rofes & Cuenca-Bescós, 2009                                                      | Rofes, J. & Cuenca-Bescós, G. A new genus of red-toothed shrew (Mammalia, Soricidae) from the Early Pleistocene of Gran Dolina (Atapuerca, Burgos, Spain), and a phylogenetic approach to the Eurasiatic Soricinae. Zoological Journal of the Linnean Society 155 (4): 904.                                  |            |
| Ectocion nanabeensis         | Beard & Dawson, 2009                                                             | Beard, K.C. and Dawson, M.R. 2009. Early Wasatchian mammals of the Red Hot local fauna, uppermost Tuscahoma Formation, Lauderdale County, Mississippi. Annals of Carnegie Museum 78 (3): 193-243. |            |
| Eogale parydros              | Beard & Dawson, 2009                                                             | Beard, K.C. and Dawson, M.R. 2009. Early Wasatchian mammals of the Red Hot local fauna, uppermost Tuscahoma Formation, Lauderdale County, Mississippi. Annals of Carnegie Museum 78 (3): 193-243. |            |
| Eritherium azzouzorum        | Gheerbrant, 2009                                                                 | Gheerbrant, E. 2009. Paleocene emergence of elephant relatives and the rapid radiation of African ungulates. Proceedings of the National Academy of Science 106 (26): 10717-10721. |            |
| Franimys actites             | Beard & Dawson, 2009                                                             | Beard, K.C. and Dawson, M.R. 2009. Early Wasatchian mammals of the Red Hot local fauna, uppermost Tuscahoma Formation, Lauderdale County, Mississippi. Annals of Carnegie Museum 78 (3): 193-243. |            |
| Ganlea megacanina            | Beard, Marivaux, Chaimanee, Jaeger, Marandat, Tafforeau, Soe, Tun & Kyaw, 2009   | Beard, K.C., Marivaux, L., Chaimanee, Y., Jaeger, J.-J., Marandat, B., Tafforeau, P., Soe, A.N., Tun, S.T. & Kyaw, A.A. 2009. A new primate from the Eocene Pondaung Formation of Myanmar and the monophyly of Burmese amphipithecids. Proceedings of the Royal Society B (Biological Sciences).             |            |
| Gobiconodon luoianus         | Yuan, Xu, Zhang, Xi, Wu & Ji, 2009                                               | Yuan, C.; Xu, L.; Zhang, X.; Xi, Y.; Wu, Y. and Ji, Q. 2009. A new species of Gobiconodon (Mammalia) from western Liaoning, China and its implication for the dental formula of Gobiconodon. Acta Geologica Sinica 83 (2): 207-211.                                                                          |            |
| Gomphos ellae                | Kraatz, Badamgarav & Bibi, 2009                                                  | Kraatz, B.P.; Badamgarav, D. & Bibi, F. 2009. Gomphos ellae, a New Mimotonid from the Middle Eocene of Mongolia and Its Implications for the Origin of Lagomorpha. Journal of Vertebrate Paleontology 29 (2): 576-583.                                                                                       |            |
| Haplomylus meridionalis      | Beard & Dawson, 2009                                                             | Beard, K.C. and Dawson, M.R. 2009. Early Wasatchian mammals of the Red Hot local fauna, uppermost Tuscahoma Formation, Lauderdale County, Mississippi. Annals of Carnegie Museum 78 (3): 193-243. |            |
| Hemiacodon engardae          | Murphey & Dunn, 2009                                                             | Murphey, P.C. and Dunn, R.H. 2009. Hemiacodon engardae, a new species of omomyid primate from the earliest Uintan Turtle Bluff Member of the Bridger Formation, southwestern Wyoming, USA. Journal of Human Evolution 57 (2): 123-130.                                                                       |            |
| Indohyaenodon raoi           | Bajpai, Kapur & Thewissen, 2009                                                  | Bajpai, S.; Kapur, V.V. and Thewissen, J.G.M. 2009. Creodont and condylarth from the Cambay Shale (Early Eocene, 55-54MA), Vastan Lignite Mine, Gujarat, Western India. Journal of the Palaeontological Society of India 54 (1): 103-109.                                                                    |            |
| Kahawamys mbeyaensis         | Stevens, Holroyd, Roberts, O'Connor & Gottfried, 2009                            | Stevens, N.J.; Holroyd, P.A,; Roberts, E.M.; O'Connor, P.M. & Gottfried, M.D. 2009. Kahawamys mbeyaensis (n. gen., n. sp.) (Rodentia: Thryonomyoidea) from the Late Oligocene Rukwa Rift Basin, Tanzania. Journal of Vertebrate Paleontology 29 (2): 631-634.                                                |            |
| Maiacetus inuus              | Gingerich, ul-Haq, von Koenigswald, Sanders & Smith, 2009                        | Gingerich P.D.; ul-Haq, M.; von Koenigswald, W.; Sanders, W.J.; Smith, B.H. 2009. New Protocetid Whale from the Middle Eocene of Pakistan: Birth on Land, Precocial Development, and Sexual Dimorphism. PLoS ONE 4 (2): e4366.                                                                               |            |
| Maotherium asiaticus         | Ji, Xuo, Zhang, Yuan & Xu, 2009                                                  | Ji, Q.; Luo, Z.-X.; Zhang, X.; Yuan, C.-X. and Xu, L. 2009. Evolutionary Development of the Middle Ear in Mesozoic Therian Mammals. Science 326: 278-281. |            |
| Mesungulatum lamarquensis    | Rougier, Chornogubsky, Casadio, Arango & Giallombardo, 2009                      | Rougier, G.W.; Chornogubsky, L.; Casadio, S.; Arango, N.P.; Giallombardo, A. 2009. Mammals from the Allen Formation, Late Cretaceous, Argentina. Cretaceous Research 30: 223-238. |            |
| Miacis igniculus             | Beard & Dawson, 2009                                                             | Beard, K.C. and Dawson, M.R. 2009. Early Wasatchian mammals of the Red Hot local fauna, uppermost Tuscahoma Formation, Lauderdale County, Mississippi. Annals of Carnegie Museum 78 (3): 193-243. |            |
| Mimoperadectes sowasheensis  | Beard & Dawson, 2009                                                             | Beard, K.C. and Dawson, M.R. 2009. Early Wasatchian mammals of the Red Hot local fauna, uppermost Tuscahoma Formation, Lauderdale County, Mississippi. Annals of Carnegie Museum 78 (3): 193-243. |            |
| Micromeryx soriae            | Sánchez, Domingo & Morales, 2009                                                 | Sánchez, I.M., Domingo, M.S. & Morales, J 2009. New Data on the Moschidae (Mammalia, Ruminantia) from the Upper Miocene of Spain (MN 10- MN 11). Journal of Vertebrate Paleontology 29 (2): 567-575. |            |
| Nalameryx sulaimani          | Métais, Welcomme & Ducrocq, 2009                                                 | Métais, G.; Welcomme, J.-L.; Ducrocq, S. 2009. New lophiomerycid ruminants from the Oligocene of the Bugti Hills (Balochistan, Pakistan). Journal of Vertebrate Paleontology 29 (1): 231–241. |            |
| Naranius americanus          | Beard & Dawson, 2009                                                             | Beard, K.C. and Dawson, M.R. 2009. Early Wasatchian mammals of the Red Hot local fauna, uppermost Tuscahoma Formation, Lauderdale County, Mississippi. Annals of Carnegie Museum 78 (3): 193-243. |            |
| Nazcacetus urbinai           | Lambert, Bianucci & Post, 2009                                                   | Lambert, O.; Bianucci, G. and Post, K. 2009. A new beaked whale (Odontoceti, Ziphiidae) from the middle Miocene of Peru. Journal of Vertebrate Paleontology 29 (3): 910-922. |            |
| Palaeopropithecus kelyus     | Gommery, Ramanivosoa, Tombomiadana-Raveloson, Randrianantenaina & Kerloc’h, 2009 | Gommery, D.; Ramanivosoa, B.; Tombomiadana-Raveloson, S.; Randrianantenaina, H.; Kerloc’h, P. 2009. Une nouvelle espèce de lémurien géant subfossile du Nord-Ouest de Madagascar (Palaeopropithecus kelyus, Primates). Comptes Rendus Palevol 8 (5): July-August (in press).                                 |            |
| Palaeosinopa aestuarium      | Beard & Dawson, 2009                                                             | Beard, K.C. and Dawson, M.R. 2009. Early Wasatchian mammals of the Red Hot local fauna, uppermost Tuscahoma Formation, Lauderdale County, Mississippi. Annals of Carnegie Museum 78 (3): 193-243. |            |
| Paramys dispar               | Beard & Dawson, 2009                                                             | Beard, K.C. and Dawson, M.R. 2009. Early Wasatchian mammals of the Red Hot local fauna, uppermost Tuscahoma Formation, Lauderdale County, Mississippi. Annals of Carnegie Museum 78 (3): 193-243. |            |
| Proconsul meswae             | Harrison & Andrews, 2009                                                         | Harrison, T. and Andrews, P. 2009. The anatomy and systematic position of the early Miocene proconsulid from Meswa Bridge, Kenya. Journal of Human Evolution 56 (5): 479-496. |            |
| Protoglobicephala mexicana   | Aguirre-Fernandez, barnes, Aranda-Manteca & Fernandez-Rivera, 2009               | Aguirre-Fernandez, G.; Barnes, L.G.; Aranda-Manteca, F.J. and Fernandez-Rivera, J.R. 2009. Protoglobicephala mexicana, a new genus and species of Pliocene fossil dolphin (Cetacea; Odontoceti; Delphinidae) from the Gulf of California, Mexico. Boletin de la Sociedad Geologica Mexicana 61 (2): 245-265. |            |
| Pteropus allenorum           | Helgen, Helgen & Wilson, 2009                                                    | Helgen, K.M.; Helgen, L.E. & Wilson, D.E. 2009. Pacific Flying Foxes (Mammalia: Chiroptera): Two New Species of Pteropus from Samoa, Probably Extinct. American Museum Novitates 3646: 1-37. |            |
| Pteropus coxi                | Helgen, Helgen & Wilson, 2009                                                    | Helgen, K.M.; Helgen, L.E. & Wilson, D.E. 2009. Pacific Flying Foxes (Mammalia: Chiroptera): Two New Species of Pteropus from Samoa, Probably Extinct. American Museum Novitates 3646: 1-37. |            |
| Puijila darwini              | Rybczynski, Dawson & Tedford, 2009                                               | Rybczynski, N.; Dawson, M.R.; Tedford, R.H. 2009. A semi-aquatic Arctic mammalian carnivore from the Miocene epoch and origin of Pinnipedia. Nature 458 (23 April): 1021–1024. |            |
| Thylophorops lorenzinii      | Goin, Zimicz, Los Reyes & Soibelzon, 2009                                        | Goin, F.J.; Zimicz, N.; Los Reyes, M.; Soibelzon, L. 2009. A new large didelphid of the genus Thylophorops (Mammalia: Didelphimorphia: Didelphidae), from the late Tertiary of the Pampean Region (Argentina). Zootaxa 2005: 35-46.                                                                          |            |
| Trapalcotherium matuastensis | Rougier, Chornogubsky, Casadio, Arango & Giallombardo, 2009                      | Rougier, G.W.; Chornogubsky, L.; Casadio, S.; Arango, N.P.; Giallombardo, A. 2009. Mammals from the Allen Formation, Late Cretaceous, Argentina. Cretaceous Research 30: 223-238. |            |
| Viverriscus omnivorus        | Beard & Dawson, 2009                                                             | Beard, K.C. and Dawson, M.R. 2009. Early Wasatchian mammals of the Red Hot local fauna, uppermost Tuscahoma Formation, Lauderdale County, Mississippi. Annals of Carnegie Museum 78 (3): 193-243. |            |
| Wyonycteris primitivus       | Beard & Dawson, 2009                                                             | Beard, K.C. and Dawson, M.R. 2009. Early Wasatchian mammals of the Red Hot local fauna, uppermost Tuscahoma Formation, Lauderdale County, Mississippi. Annals of Carnegie Museum 78 (3): 193-243. |            |
| Zionodon satanus             | Dunn & Rasmussen, 2009                                                           | Dunn, R.H.; Rasmussen, D.T. 2009. Skeletal Morphology of a New Genus of Eocene Insectivore (Mammalia, Erinaceomorpha) from Utah. Journal of Mammalogy 90 (2): 270-305. |            |
| Zionodon walshi              | Dunn & Rasmussen, 2009                                                           | Dunn, R.H.; Rasmussen, D.T. 2009. Skeletal Morphology of a New Genus of Eocene Insectivore (Mammalia, Erinaceomorpha) from Utah. Journal of Mammalogy 90 (2): 270-305. |            |

## Levende hogere taxa
| Naam                | Auteur                            | Referentie | Commentaar |
| ------------------- | --------------------------------- | --- | ---------- |
| Artiodactylomorpha  | Spaulding, O'Leary & Gatesy, 2009 | Spaulding, M.; O'Leary, M.A. and Gatesy, J. 2009. Relationships of Cetacea (Artiodactyla) among mammals: Increased taxon sampling alters interpretations of key fossils and character evolution. PloS One 4 (9): e7062. |            |
| Camelidamorpha      | Spaulding, O'Leary & Gatesy, 2009 | Spaulding, M.; O'Leary, M.A. and Gatesy, J. 2009. Relationships of Cetacea (Artiodactyla) among mammals: Increased taxon sampling alters interpretations of key fossils and character evolution. PloS One 4 (9): e7062. |            |
| Cetaceamorpha       | Spaulding, O'Leary & Gatesy, 2009 | Spaulding, M.; O'Leary, M.A. and Gatesy, J. 2009. Relationships of Cetacea (Artiodactyla) among mammals: Increased taxon sampling alters interpretations of key fossils and character evolution. PloS One 4 (9): e7062. |            |
| Cetancodontamorpha  | Spaulding, O'Leary & Gatesy, 2009 | Spaulding, M.; O'Leary, M.A. and Gatesy, J. 2009. Relationships of Cetacea (Artiodactyla) among mammals: Increased taxon sampling alters interpretations of key fossils and character evolution. PloS One 4 (9): e7062. |            |
| Hippopotamidamorpha | Spaulding, O'Leary & Gatesy, 2009 | Spaulding, M.; O'Leary, M.A. and Gatesy, J. 2009. Relationships of Cetacea (Artiodactyla) among mammals: Increased taxon sampling alters interpretations of key fossils and character evolution. PloS One 4 (9): e7062. |            |
| Ruminantiamorpha    | Spaulding, O'Leary & Gatesy, 2009 | Spaulding, M.; O'Leary, M.A. and Gatesy, J. 2009. Relationships of Cetacea (Artiodactyla) among mammals: Increased taxon sampling alters interpretations of key fossils and character evolution. PloS One 4 (9): e7062. |            |
| Suinamorpha         | Spaulding, O'Leary & Gatesy, 2009 | Spaulding, M.; O'Leary, M.A. and Gatesy, J. 2009. Relationships of Cetacea (Artiodactyla) among mammals: Increased taxon sampling alters interpretations of key fossils and character evolution. PloS One 4 (9): e7062. |            |

## Levende soorten
| Naam                           | Auteur                                                                     | Referentie | Commentaar |
| ------------------------------ | -------------------------------------------------------------------------- | --- | ---------- |
| Abrawayaomys chebezi           | Pardiñas, Teta & D'Elía, 2009                                              | Pardiñas, U.F.J.; Teta, P. & D'Elía, G. 2009. Taxonomy and distribution of Abrawayaomys (Rodentia: Cricetidae), an Atlantic Forest endemic with the description of a new species. Zootaxa 2128: 39-60. |            |
| Eumops wilsoni                 | Baker, McDonough, Swier, Larsen, Carrera & Ammerman, 2009                  | Baker, R.J.; McDonough, M.M.; Swier, V.J.; Larsen, P.A.; Carrera, J.P.; Ammerman, L.K. 2009. New species of bonneted bat, genus Eumops (Chiroptera: Molossidae) from the lowlands of western Ecuador and Peru. Acta Chiropterologica 11 (1): 1-13.                                                              |            |
| Lagidium ahuacaense            | Ledesma, Werner, Spotorno & Albuja, 2009                                   | Ledesma, K.J.; Werner, F.A.; Spotorno, A.E. & Albuja, L.H. 2009. A new species of Mountain Viscacha (Chinchillidae: Lagidium Meyen) from the Ecuadorean Andes. Zootaxa 2126: 41-57. |            |
| Microgale grandidieri          | Olson, Rakotomalala, Hildebrandt, Lanier, Raxworthy & Goodman, 2009        | Olson, L.E.; Rakotomalal, Z.; Hildebrandt, K.B.P.; Lanier, H.C.; Raxworthy, C.J. & Goodman, S.M. 2009. Pylogeography of Microgale brevicaudata (Tenrecidae) and description of a new species from western Madagascar. Journal of Mammalogy 90 (5): 1095–1110.                                                   |            |
| Miniopterus aelleni            | Goodman, Maminirina, Weyeneth, Bradman, Christidis, Ruedi & Appleton, 2009 | Goodman, S.M., Maminirina, C.P., Weyeneth, N., Bradman, H.M., Christidis, L., Ruedi, M. & Appleton, B. 2009. The use of molecular and morphological characters to resolve the taxonomic identity of cryptic species: the case of Miniopterus manavi (Chiroptera: Miniopteridae). Zoologica Scripta 38: 339-363. |            |
| Murina bicolor                 | Kuo, Fang, Csorba & Lee, 2009                                              | Kuo, H.-C.; Fang, Y.-P.; Csorba G. & Lee, L.-L. 2009. Three New Species of Murina (Chiroptera: Vespertilionidae) from Taiwan. Journal of Mammalogy 90 (4): 980-991. |            |
| Murina gracilis                | Kuo, Fang, Csorba & Lee, 2009                                              | Kuo, H.-C.; Fang, Y.-P.; Csorba G. & Lee, L.-L. 2009. Three New Species of Murina (Chiroptera: Vespertilionidae) from Taiwan. Journal of Mammalogy 90 (4): 980-991. |            |
| Murina recondita               | Kuo, Fang, Csorba & Lee, 2009                                              | Kuo, H.-C.; Fang, Y.-P.; Csorba G. & Lee, L.-L. 2009. Three New Species of Murina (Chiroptera: Vespertilionidae) from Taiwan. Journal of Mammalogy 90 (4): 980-991. |            |
| Rhinolophus xinanzhongguoensis | Zhou, Guillén-Servent, Lim, Eger, Wang & Jiang, 2009                       | Zhou, Z.-M.; Guillén-Servent, A.; Lim, B. K.; Eger, J.L.; Wang, Y.-Z.; Jiang, S.-L. 2009. A New Species from Southwestern China in the Afro-Palearctic Lineage of the Horseshoe Bats (Rhinolophus). Journal of Mammalogy 90 (1): 57-73.                                                                         |            |
| Rhinopoma hadramauticum        | Benda, Reiter, Al-Jumaily, Nasher & Hulva, 2009                            | Benda, P.; Reiter, A.; Al-Jumaily, M.; Nasher, A.K.; Hulva, P. 2009. A new species of mouse-tailed bat (Chiroptera: Rhinopomatidae: Rhinopoma) from Yemen. Journal of the National Museum (Prague) 177 (6): 53-68.                                                                                              |            |
| Sylvisorex akaibei             | Mukinzi, Hutterer & Barriere, 2009                                         | Mukinzi, I.; Hutterer, R. & Barriere, P. 2009. A new species of Sylvisorex (Mammalia: Soricidae) from lowland forests north of Kisangani, Democratic Republic of Congo. Mammalia 73 (2): 130–134. |            |